# 飯田市歌
「飯田市歌」（いいだしか）は長野県飯田市の市制施行を記念し、東京日日新聞（現在の毎日新聞東京本社）が市に寄贈した市歌である。作詞・犬塚利国、作曲・飯田景応。

## 解説
1937年（昭和12年）4月1日に下伊那郡飯田町と上飯田町が新設合併し、飯田市が発足したことを記念し東京日日新聞（東日）が歌詞の懸賞募集を実施した。入選結果は4月25日に発表され、松尾村（現在の飯田市松尾地域）からの応募作を採用として市と商工会議所の共催でテイチク専属の青葉笙子を招いて発表演奏会が行われた。
制定時にコロナレコード（ポリドール販売）が製造したSP盤（規格品番：CA-17-A/B）の歌唱は有島通男で、戦後にはビクターレコードが下島悦子と片桐与のカバーでシングル盤（PRA-10120）を製造した。2006年（平成18年）に作成されたCD『ふるさと飯田の唄』では、トラック1にビクターのカバー音源が収録されている。

### 制定後
東日から市歌の寄贈を受けた飯田市では「将来、市民は機会あるごとに愛唱しよう」との申し合わせが行われたが、戦前に制定された他の市町村歌の多くと同じように第二次世界大戦を挟んで演奏の機会が喪失してしまった。このことに関して1971年（昭和46年）刊の『飯田の昭和史』著者の坂下広士は「こうしたことは市歌のみにみられる現象ではなく市内には何々音頭とかいった沢山の唄があったがどれもこれも同じケースをたどっていることを反省しなくてはならない」と指摘している。
なお1952年（昭和27年）には地元紙の信濃毎日新聞（信毎）が系列放送局の信越放送開局を記念して長野市、松本市、上田市、飯田市、諏訪市および新潟県高田市（現在の上越市）に市歌を寄贈した。この時に寄贈された「飯田市市歌」（作詞：宮脇至、補作：西條八十、作曲：堀内敬三）は東日選定の「飯田市歌」とは別の楽曲だが、市においては「飯田市歌」と「飯田市市歌」の両方とも1957年（昭和32年）に座光寺村、松尾村、竜丘村、三穂村、伊賀良村、山本村、下久堅村と新設合併して（新）飯田市が発足した時点で公的には失効・廃止の扱いになったものとして扱われており、以降は「飯田市が公式に定めたものはありません」としている。
しかし、合併後の（新）飯田市においても慣例上は「飯田市歌」と「飯田市市歌」の両方を旧市から引き継いで演奏しており、前述のCD『ふるさと飯田の唄』ではトラック1の「飯田市歌」に続けてトラック2に新録の「飯田市市歌」が収録された。また、2007年（平成19年）3月31日に開催された市制施行70周年記念式典では「飯田市歌」の斉唱が行われ、市役所の防災行政無線では毎日正午に「飯田市市歌」が流されている。信越放送開局記念で作成され信毎から各市へ寄贈された6曲の市歌は、大半が早期に忘れ去られて演奏実態が無くなったため「飯田市市歌」は半世紀以上も演奏が続けられてCD音源への収録が行われた点で特異と言える。